# Milford Center (Ohio)
Milford Center es una villa ubicada en el condado de Union en el estado estadounidense de Ohio. En el Censo de 2010 tenía una población de 792 habitantes y una densidad poblacional de 722,91 personas por km².

## Geografía
Milford Center se encuentra ubicada en las coordenadas 40°10′46″N 83°26′19″O / 40.17944, -83.43861. Según la Oficina del Censo de los Estados Unidos, Milford Center tiene una superficie total de 1.1 km², de la cual 1.06 km² corresponden a tierra firme y (3.31%) 0.04 km² es agua.

## Demografía
Según el censo de 2010, había 792 personas residiendo en Milford Center. La densidad de población era de 722,91 hab./km². De los 792 habitantes, Milford Center estaba compuesto por el 96.84% blancos, el 0.51% eran afroamericanos, el 0.38% eran amerindios, el 0.25% eran asiáticos, el 0% eran isleños del Pacífico, el 0% eran de otras razas y el 2.02% pertenecían a dos o más razas. Del total de la población el 0.63% eran hispanos o latinos de cualquier raza.